# Potterville
Potterville è un comune degli Stati Uniti d'America, situato nello Stato del Michigan, nella contea di Eaton.